# Ctenomeristis albata
Ctenomeristis albata är en fjärilsart som beskrevs av Horak 1997. Ctenomeristis albata ingår i släktet Ctenomeristis och familjen mott. Inga underarter finns listade i Catalogue of Life.